# Scott (Familienname)
Scott ist ein verbreiteter Familienname; für den schottischen Clan dieses Namens siehe Clan Scott.

## Namensträger

### A
- A. Scott (Tennisspieler), australischer Tennisspieler
- A. Scott (Tennisspielerin) (Agnes Scott), australische Tennisspielerin
- A. Ian Scott (Alastair Ian Scott; 1928–2007), US-amerikanischer Chemiker
- A. O. Scott (Anthony Oliver Scott; * 1966), US-amerikanischer Filmkritiker
- Aaron Scott (Musiker) (* 1956), US-amerikanischer Jazzmusiker und Komponist
- Aaron Scott (Biathlet), US-amerikanischer Biathlet
- Aaron Scott (Rennfahrer) (* 1979), britischer Automobilrennfahrer
- Aaron Scott (Fußballspieler) (* 1986), neuseeländischer Fußballspieler
- Abram M. Scott (1785–1833), US-amerikanischer Politiker
- Adam Scott (Fußballspieler) (1871–??), schottischer Fußballspieler
- Adam Scott (Schauspieler) (* 1973), US-amerikanischer Schauspieler
- Adam Scott (Golfspieler) (* 1980), australischer Golfspieler
- Adrian Scott (1911–1972), US-amerikanischer Drehbuchautor und Filmproduzent
- Agni Scott (* 1980), Schauspielerin
- Aidan Scott, südafrikanischer Schauspieler und Synchronsprecher
- Alan Scott (Fußballspieler) (1910–??), englischer Fußballspieler
- Alan Scott (Schauspieler), US-amerikanischer Schauspieler
- Alan Scott (Soziologe) (* 1956), britischer Soziologe und Hochschullehrer
- Alan Scott-Moncrieff (1900–1980), britischer Admiral
- Alan B. Scott (1932–2021), US-amerikanischer Mediziner
- Alanda Scott (* 1981), britische Biathletin
- Alastair Scott (Statistiker) (1939–2017), neuseeländischer Statistiker
- Alex Scott (Fußballspieler, 1913) (1913–1962), englischer Fußballtorhüter
- Alex Scott (Fußballspieler, 1915) (1915–1958), englischer Fußballspieler
- Alex Scott (Schauspieler) (1929–2015), britischer Schauspieler
- Alex Scott (Fußballspieler, 1936) (Alexander Silcock Scott; 1936–2001), schottischer Fußballspieler
- Alex Scott (Fußballspielerin) (Alexandra Virina Scott; * 1984), britische Fußballspielerin und Sportkommentatorin
- Alex Scott (Fußballspieler, 2003) (* 2003), englischer Fußballspieler
- Alexander Scott (Dichter) (um 1520–1582/1583), schottischer Dichter
- Alexander Scott (Chemiker) (1853–1947), schottischer Chemiker
- Alexander Scott (Maler) (1872–1932), britischer Maler
- Alexander Scott (Literaturwissenschaftler) (1920–1989), schottischer Dichter und Literaturwissenschaftler
- Alexander Walker Scott (1800–1883), australischer Entomologe
- Alexandra Scott (Musikerin) (* 1983/1984), britische Kontrabassistin und Hochschullehrerin
- Alfred Scott-Gatty (1847–1918), britischer Komponist, Herold, Genealoge und Waffenoffizier
- Alfred Angas Scott (1874–1923), englischer Konstrukteur und Motorradunternehmer
- Alicia Scott, Pseudonym von Lisa Gardner (* 1971), US-amerikanische Schriftstellerin
- Allan Scott (Drehbuchautor, 1906) (1906–1995), US-amerikanischer Drehbuchautor
- Allan Scott (Drehbuchautor, 1939) (* 1939), schottischer Drehbuchautor und Filmproduzent
- Allan Scott (Rennfahrer), US-amerikanischer Motorradrennfahrer
- Allan Scott (Leichtathlet) (* 1982), britischer Leichtathlet
- Allen J. Scott (* 1938), britisch-US-amerikanischer Geograph
- Amber Scott (* 1984), US-amerikanische Schauspielerin
- Andrew Scott (Bischof) (1772–1846), schottischer Geistlicher, Bischof von Erythrae
- Andrew Scott, Pseudonym von Andrea Scotti (1931–2003), italienischer Schauspieler
- Andrew Scott (Autor) (* 1947), kanadischer Journalist und Autor
- Andrew Scott (Schlagzeuger) (* 1967), kanadischer Musiker
- Andrew Scott (Baseballspieler) (* um 1970), australischer Baseballspieler
- Andrew Scott (Schauspieler) (* 1976), irischer Schauspieler
- Andrew Gilbert-Scott (* 1958), britischer Automobilrennfahrer
- Andrew John Scott (* 1950), britischer Botaniker
- Andy Scott (Musiker, 1949) (James Paul Andrew David Scott; * 1949), britischer Gitarrist, Songschreiber und Produzent
- Andy Scott (Politiker) (Robert Andrew Keith Scott; 1955–2013), kanadischer Politiker
- Andy Scott (Musiker, 1966) (* 1966), britischer Saxophonist
- Andy Scott (Fußballspieler, 1972) (Andrew Scott; * 1972), englischer Fußballspieler
- Andy Scott (Fußballspieler, 1975) (Andrew Michael Scott; * 1975), englischer Fußballspieler
- Andy Scott (Fußballspieler, 1985) (Andrew Scott; * 1985), schottischer Fußballspieler
- Angus Scott (1927–1990), britischer Leichtathlet
- Ann Scott (* 1965), französische Schriftstellerin
- Anne Scott, 1. Duchess of Buccleuch (1651–1732), schottische Adlige
- Anne Scott (Journalistin), schottische Rundfunkjournalistin
- Anne Scott-James (1913–2009), britische Journalistin und Buchautorin
- Anne Scott-Pendlebury, australische Schauspielerin
- Anne B. Scott (* 1987), deutsche Schauspielerin
- Anne Firor Scott (1921–2019), US-amerikanische Historikerin
- Anthony Dalton Scott (* 1923), kanadischer Ökonom
- April Scott (* 1979), US-amerikanische Schauspielerin
- Arabella Scott (1886–1980), schottisch-britische Lehrerin und Suffragette
- Archie Scott-Brown (1927–1958), britischer Automobilrennfahrer
- Arianna Scott, US-amerikanische Schauspielerin und Model
- Ashley Scott (* 1977), US-amerikanische Schauspielerin
- Audrey Scott (* 2002), US-amerikanische Schauspielerin
- Austin Scott (* 1969), US-amerikanischer Politiker
- Avy Scott (* 1981), US-amerikanische Pornodarstellerin, -regisseurin und Schauspielerin

### B
- Baillie Scott (1865–1945), britischer Architekt und Innenarchitekt
- Bainbridge Scott, US-amerikanische Schauspielerin
- Barbara Ann Scott (1928–2012), kanadische Eiskunstläuferin
- Beckie Scott (* 1974), kanadische Skilangläuferin
- Ben Scott, US-amerikanischer Biathlet
- Beverly Jo Scott (* 1959), US-amerikanische Singer-Songwriterin
- Bill Scott (Synchronsprecher) (William John Scott; 1920–1985), US-amerikanischer Synchronsprecher und Drehbuchautor
- Bill Scott (Autor) (William Neville Scott; 1923–2005), australischer Schriftsteller
- Bill Scott (Leichtathlet) (William Scott; * 1952), australischer Langstreckenläufer
- Billy Scott (Fußballspieler, 1882) (William Scott; 1882–1936), irischer Fußballspieler
- Billy Scott (Fußballspieler, 1907) (William Reed Scott; 1907–1969), englischer Fußballspieler
- Billy Scott (Fußballspieler, 1991) (William John Scott; * 1991), neuseeländischer Fußballspieler
- Blanche Stuart Scott (1889–1970), US-amerikanische Pilotin
- Bob Scott (Fußballspieler, 1870) (Robert Scott; 1870–1952), schottischer Fußballspieler
- Bob Scott (Rugbyspieler) (1921–2012), neuseeländischer Rugbyspieler
- Bob Scott (Rennfahrer) (1928–1954), US-amerikanischer Automobilrennfahrer
- Bob Scott (Fußballspieler, 1937) (Robert John Scott; * 1937), schottischer Fußballspieler
- Bob Scott (Fußballspieler, 1964) (Robert Scott; * 1964), schottischer Fußballspieler
- Bob Scott (Cartoonist) (* 1964), US-amerikanischer Comic-Künstler, Illustrator, Cartoonist, Storyboardkünstler und Animator
- Bobby Scott (Musiker) (1937–1990), US-amerikanischer Jazzmusiker
- Bobby Scott (Politiker) (* 1947), US-amerikanischer Politiker
- Bobby Scott (Footballspieler) (* 1949), US-amerikanischer  American-Football-Spieler
- Bobby Scott (Fußballspieler) (* 1953), englischer Fußballspieler
- Bon Scott (Ronald Belford Scott; 1946–1980), australischer Sänger
- Boston Scott (* 1995), US-amerikanischer American-Football-Spieler
- Brady Scott (* 1999), US-amerikanischer Fußballtorwart
- Brenda Scott (* 1943), US-amerikanische Schauspielerin
- Briana Scott (* 1990), kanadische Langstreckenläuferin
- Bruce Scott (* 1943), australischer Politiker
- Bud Scott (1890–1949), US-amerikanischer Banjospieler
- Byron Scott (* 1961), US-amerikanischer Basketballspieler und -trainer
- Byron N. Scott (1903–1991), US-amerikanischer Politiker

### C
- C. R. Scott (* 1984), deutsche Autorin und Grafikerin
- Calum Scott (* 1988), britischer Sänger
- Cameron Scott (* 1998), australischer Radsportler
- Campbell Scott (* 1961), US-amerikanischer Schauspieler und Regisseur
- Chanelle Scott, eigentlicher Name von Shystie (* 1982), britische Sprechgesangskünstlerin
- Carolyn Scott (* 20. Jahrhundert), britische Artdirectorin und Szenenbildnerin
- Catherine Scott (Leichtathletin) (* 1973), jamaikanische Leichtathletin
- Catherine Amy Dawson Scott (1865–1934), britische Schriftstellerin
- Cecil Scott (1905–1964), US-amerikanischer Jazzmusiker
- Cedwyn Scott (* 1998), englischer Fußballspieler
- Cedric Scott, bahamaischer Schauspieler und Filmproduzent
- Charles Scott (Politiker, 1739) (1739–1813), US-amerikanischer Politiker (Kentucky)
- Charles Scott (Diplomat) (1838–1924), britischer Diplomat
- Charles Scott (Lacrossespieler) (1883–1954), britischer Lacrossespieler
- Charles Scott (Politiker, 1945) (* 1945), US-amerikanischer Politiker (Wyoming)
- Charles I. Scott, US-amerikanischer Kinderarzt
- Charles F. Scott (Charles Felton Scott; 1864–1944), US-amerikanischer Elektrotechniker
- Charles Frederick Scott (1860–1938), US-amerikanischer Politiker
- Charles Kenneth Scott Moncrieff (1889–1930), schottischer Autor und Übersetzer
- Charles L. Scott (1883–1954), US-amerikanischer Generalmajor
- Charles L. Scott (Charles Lewis Scott; 1827–1899), US-amerikanischer Politiker
- Charlie Scott (Charles Thomas Scott; * 1948), US-amerikanischer Basketballspieler
- Charlotte Montagu-Douglas-Scott (1811–1895), schottische Adlige und Hofdame
- Charlotte Angas Scott (1858–1931), britische Mathematikerin
- Charlotte Harland Scott (auch Charlotte Harland-Scott; * 1963), britisch-sambische Ökonomin und Sozialpolitikerin, First Lady von Sambia
- Chris Scott (Autor) (* 1945), kanadischer Schriftsteller
- Chris Scott (Footballspieler, 1961) (* 1961), US-amerikanischer American-Football-Spieler
- Chris Scott (Fußballspieler, 1980) (Christopher James Scott; * 1980), englischer Fußballspieler
- Chris Scott (Fußballspieler, 1985) (* 1985), englischer Fußballspieler
- Chris Scott (Footballspieler, 1987) (* 1987), US-amerikanischer American-Football-Spieler
- Chris Scott (Leichtathlet) (* 1988), britischer Diskuswerfer
- Chris Scott (Fußballspieler, 1996) (Christopher Scott; * 1996), schottischer Fußballspieler
- Christian Scott (* 1983), US-amerikanischer Jazztrompeter, vgl. Xian aTunde Adjuah
- Christina Scott (* 1974), britische Beamtin und Diplomatin
- Christopher Scott (Radsportler) (* 1968), australischer Radsportler
- Christopher Scott (Choreograf) (* 1983), US-amerikanischer Tänzer und Choreograf
- Christopher Scott (Pornodarsteller), Pornodarsteller
- Christopher Scott (Fußballspieler) (* 2002), deutscher Fußballspieler
- Claude Scott-Mitchell (* 1997), britisch-australische Schauspielerin
- Clifford Scott (1928–1993), US-amerikanischer Musiker
- Clyde Scott (1924–2018), US-amerikanischer Hürdenläufer und American-Football-Spieler
- Colleen Scott-Liška (1945–2021), irische Tänzerin, Ballettmeisterin und Pädagogin
- Coleman Scott (* 1986), US-amerikanischer Ringer
- Colin Scott (Bischof) (1933–2014), britischer Geistlicher, Bischof von Hulme
- Colin Scott (Rugbyspieler) (* 1960), australischer Rugby-League-Spieler
- Colin Scott (Fußballspieler) (* 1970), schottischer Fußballtorwart
- Coretta Scott King (1927–2006), US-amerikanische Bürgerrechtlerin
- Craig Scott (* 1962), kanadischer Jurist und Politiker
- Cynthia Scott (* 1939), kanadische Regisseurin, Produzentin und Drehbuchautorin
- Cyril Scott (1879–1970), britischer Komponist
- Cyril Scott (Radsportler) (1915–1980), britischer Radsportler

### D
- Damion Scott (* 1976), US-amerikanischer Comiczeichner
- Dana Scott (* 1932), US-amerikanischer Mathematiker, Logiker, Informatiker und Philosoph
- Danielle Scott (Tennisspielerin) (* 1970), US-amerikanische Tennisspielerin
- Danielle Scott (Freestyle-Skierin) (* 1990), australische Freestyle-Skisportlerin
- Danielle Scott (Schiedsrichterin) (* 1991), US-amerikanische Basketballschiedsrichterin
- Danielle Scott (Schauspielerin), britische Schauspielerin
- Danielle Scott-Arruda (* 1972), US-amerikanische Volleyballspielerin
- Darrell Scott (* 1959), US-amerikanischer Songwriter
- Dave Scott (* 1954), US-amerikanischer Triathlet
- David Scott of Dunninald (1746–1805), schottischer Kaufmann und Politiker
- David Scott (Maler) (1806–1849), schottischer Maler
- David Scott (Politiker, vor 1816) (vor 1816–nach 1817), US-amerikanischer Politiker (Pennsylvania)
- David Scott (Astronaut) (* 1932), US-amerikanischer Astronaut
- David Scott (Politiker, 1946) (* 1946), US-amerikanischer Politiker (Georgia)
- David Scott (Musiker) (1951–2003), jamaikanischer Reggaemusiker
- David Scott (* 1964), schottischer Musiker, siehe The Pearlfishers
- David Scott (* 1988), südafrikanischer Musiker, siehe The Kiffness
- David Scott (Naturbahnrodler), britischer Naturbahnrodler
- David Scott-Barrett (1922–2004), britischer Generalleutnant, Stadtkommandant in Berlin
- David Alymer Scott (1892–1971), kanadischer Biochemiker
- David Aubrey Scott (1919–2010), britischer Diplomat und Wirtschaftsmanager
- David Gordon Scott (* 1971), britischer Kriminologe
- Deborah Scott (Drehbuchautorin), Drehbuchautorin und Produzentin
- Deborah Stedman-Scott, Baroness Stedman-Scott (* 1955), britische Politikerin
- Deborah Emont Scott (* 1951), US-amerikanische Kunsthistorikerin und Kuratorin
- Deborah Lynn Scott (* 1953/1954), US-amerikanische Kostümbildnerin
- Debralee Scott (1953–2005), US-amerikanische Schauspielerin
- Denise Scott Brown (Denise Lakofski; * 1931), US-amerikanische Architektin
- Dennis Scott (* 1968), US-amerikanischer Basketballspieler
- Desiree Scott (* 1987), kanadische Fußballspielerin
- Dick Scott (* ≈1937), US-amerikanischer Jazzmusiker
- Dominique Scott-Efurd (* 1992), südafrikanische Leichtathletin
- Don Scott (Donald E. Scott; 1928–2013), britischer Boxer
- Donald Scott (Museumsleiter) (1879–1967), US-amerikanischer Archäologe, Ethnologe und Museumsleiter
- Donald Scott (Mittelstreckenläufer) (1894–1980), US-amerikanischer Mittelstreckenläufer und Moderner Fünfkämpfer
- Donald Scott (Rugbyspieler) (* 1928), schottischer Rugby-Union-Spieler
- Donald Scott (Dreispringer) (* 1992), US-amerikanischer Dreispringer
- Donovan Scott (* 1946), US-amerikanischer Schauspieler
- Dorian Scott (* 1982), jamaikanischer Kugelstoßer
- Doug Scott (1941–2020), britischer Bergsteiger
- Dougray Scott (* 1965), britischer Schauspieler
- Dred Scott (um 1799–1858), US-amerikanischer Sklave
- Dred Scott (Musiker) (* 1964), US-amerikanischer Jazzmusiker
- Dukinfield Henry Scott (1854–1934), britischer Botaniker und Paläontologe
- Duncan Scott (Filmemacher) (* 1947), US-amerikanischer Regisseur, Drehbuchautor und Produzent
- Duncan Scott (Schwimmer) (* 1997), britischer Schwimmer
- Duncan Campbell Scott (1862–1947), kanadischer Dichter und Erzähler
- Dylan Scott (* 1990), US-amerikanischer Countrysänger

### E
- Édouard-Léon Scott de Martinville (1817–1879), französischer Drucker und Buchhändler
- Edward Scott (Theologe) (1919–2004), kanadischer Geistlicher, Primas von Kanada
- Edward Douglas-Scott-Montagu, 3. Baron Montagu of Beaulieu (1926–2015), britischer Adliger und Politiker (Conservative Party)
- Edward McMillan-Scott (* 1949), britischer Politiker (Liberal Democrats)
- Eleanor Scott, Pseudonym von Helen Madeline Leys (1892–1965), britische Schriftstellerin
- Eleanor Scott (Politikerin) (* 1951), schottische Politikerin
- Eleanor Scott (Archäologin) (* 1960), britische Archäologin
- Elijah Scott (* 2006), deutscher Fußballspieler
- Elisabeth Scott (1898–1972), britische Architektin
- Elise Aylen Scott (1904–1972), kanadische Schriftstellerin
- Elisha Scott (1893–1959), nordirischer Fußballtorhüter und -trainer
- Elizabeth Scott (1917–1988), US-amerikanische Astronomin und Statistikerin
- Elliot Scott (1915–1993), britischer Szenenbildner
- Emily Scott (* 1989), US-amerikanische Shorttrackerin und Inline-Speedskaterin
- Emma Scott, US-amerikanische Schriftstellerin
- Eric Scott (Schauspieler) (* 1958), US-amerikanischer Schauspieler
- Eric Scott (Fußballspieler) (Eric Arnoldo Scott Bernard; * 1981), costa-ricanischer Fußballspieler
- Erik Scott (1948–2019), US-amerikanischer Bassist, Komponist und Produzent
- Ernest Scott (Historiker) (1867–1939), britisch-australischer Historiker, Journalist und Theosoph
- Ernest Scott (Basketballspieler) (* 1982), US-amerikanischer Basketballspieler
- Essex Scott (um 1922–1960), US-amerikanischer Sänger
- Esther Scott (1953–2020), US-amerikanische Schauspielerin
- Ethel Scott (1907–1984), britische Sprinterin
- Eugenie C. Scott (* 1945), US-amerikanische Biologin
- Evan Scott (* 1992), US-amerikanischer Basketballschiedsrichter südkoreanischer Abstammung
- Evelyn Scott (1935–2017), australische Aktivistin

### F
- Francis Scott, 2. Duke of Buccleuch (1695–1751), schottischer Adliger
- Francis Reginald Scott (F. R. Scott; 1899–1985), kanadischer Jurist und Dichter
- Frank D. Scott (1878–1951), US-amerikanischer Politiker
- Franz Eduard von Scott (1730–1803), deutscher Generalmajor
- Fred Scott (1902–1992), US-amerikanischer Schauspieler
- Freddie Scott (1933–2007), US-amerikanischer Sänger
- Frederick Scott (1942–2001), britischer Produktdesigner

### G
- G. Peter Scott (Godfrey Peter Scott; * 1945), britischer Mathematiker
- Gabby Scott (* 1997), puerto-ricanische Sprinterin
- Gabriel Scott (1874–1958), norwegischer Schriftsteller
- Garrett Scott (1968–2006), US-amerikanischer Dokumentarfilmer
- Gary Scott (* um 1957), englischer Badmintonspieler
- Gary S. Scott (* 1953), US-amerikanischer Komponist
- Gene Scott (1937–2006), US-amerikanischer Tennisspieler
- Geoffrey Scott (Architekturhistoriker) (1884–1929), britischer Architekturhistoriker und Schriftsteller
- Geoffrey Scott (Produzent) (1908–2006), neuseeländischer Filmproduzent und Manager
- Geoffrey Scott (Politiker) (* 1938), kanadischer Politiker
- Geoffrey Scott (Schauspieler) (1942–2021), US-amerikanischer Schauspieler
- George Scott (Geistlicher) (1804–1874), britischer Methodistenprediger und Missionar
- George Scott (Fußballspieler, 1865) (1865–1937), schottischer Fußballspieler
- George Scott (Fußballspieler, 1886) (1886–1916), englischer Fußballspieler
- George Scott (Fußballspieler, 1904) (1904–1976), englischer Fußballspieler
- George Scott (Snookerspieler) (1929–1998), englischer Snookerspieler
- George Scott (Fußballspieler, 1944) (* 1944), schottischer Fußballspieler
- George C. Scott (George Campbell Scott; 1927–1999), US-amerikanischer Schauspieler, Regisseur und Produzent
- George Cromwell Scott (1864–1948), US-amerikanischer Politiker
- George Gilbert Scott (1811–1878), britischer Luftschiffpilot und Ingenieur
- George Herbert Scott (1888–1930), britischer Luftfahrtpionier, Ingenieur und Offizier
- George Montgomery Scott (1835–1915), US-amerikanischer Politiker
- Geraldine Knight Scott (1904–1989), US-amerikanische Landschaftsarchitektin
- Gery Scott (1923–2005), britische Sängerin
- Gil Scott-Heron (1949–2011), US-amerikanischer Musiker und Dichter
- Giles Scott (* 1987), britischer Segler
- Giles Gilbert Scott (1880–1960), britischer Architekt
- Gloria Scott (* 1946), US-amerikanische Soulsängerin
- Gordon Scott (Schauspieler) (1927–2007), US-amerikanischer Schauspieler
- Gordon Scott, Pseudonym von Klaus-Dieter Schmidt (Schriftsteller), deutscher Schriftsteller
- Gordon Scott (Basketballspieler) (* 1976), US-amerikanischer Basketballspieler
- Greg Scott (* 1988), kanadischer Eishockeyspieler
- Gustavus Scott (1753–1800), US-amerikanischer Politiker
- Guy Scott (* 1944), sambischer Politiker

### H
- Hannah Scott (* 1999), britische Ruderin
- Hardie Scott (1907–1999), US-amerikanischer Politiker
- Harriet Scott, Geburtsname von Harriet Morgan (1830–1907), australische Illustratorin und Lepidopterologin
- Harriet Scott (Fußballspielerin) (* 1993), irische Fußballspielerin
- Harry Scott (1937–2015), britischer Boxer
- Harvey D. Scott (1818–1891), US-amerikanischer Politiker
- Hazel Scott (1920–1981), US-amerikanische Jazzmusikerin und Schauspielerin
- Helen Scott (* 1990), britische Radsportlerin
- Helen Scott (Juristin) (* 1975), südafrikanische Juristin und Hochschullehrerin
- Helena Scott (1832–1910), australische Illustratorin und Lepidopterologin
- Henry Scott, 3. Duke of Buccleuch (1746–1812), schottischer Adliger und Politiker
- Henry Louis Scott (1889/1891–nach 1912), US-amerikanischer Langstreckenläufer, siehe Louis Scott
- Herbert Scott (Reiter) (Herbert Stewart Lauriston Scott; 1885–1966), britischer Reiter
- Herbert Scott (Footballspieler) (Herbert Carnell Scott; * 1953), US-amerikanischer American-Football-Spieler
- Hillary Scott (Pornodarstellerin) (* 1983), US-amerikanische Pornodarstellerin
- Hillary Scott (Sängerin) (* 1986), US-amerikanische Sängerin und Songwriterin, Mitglied von Lady Antebellum
- Homer Scott (1880–1956), US-amerikanischer Kameramann
- Howard Scott (1890–1970), US-amerikanischer Ingenieur und Aktivist
- Hugh Scott (Entomologe) (1885–1960), britischer Entomologe
- Hugh Scott (Politiker) (1900–1994), US-amerikanischer Politiker
- Hugh Scott (Schriftsteller, II), Schriftsteller und Illustrator
- Hugh L. Scott (1853–1934), US-amerikanischer Generalmajor
- Hugh Stowell Scott (1862–1903), britischer Schriftsteller

### I
- Ian Scott (Radsportler) (1915–1980), britischer Radrennfahrer
- Ian Scott (Politiker) (1934–2006), kanadischer Politiker
- Isaiah Scott (* 1990), US-amerikanischer Wrestler

### J
- Jack Scott (Fußballspieler, 1873) (John C. Scott; 1873–??), schottischer Fußballspieler
- Jack Scott (Fußballspieler, 1875) (John Arthur Scott; 1875–1931), englischer Fußballspieler
- Jack Scott (Fußballspieler, 1890) (John MA Scott; 1890–??), schottischer Fußballspieler
- Jack Scott (Fußballspieler, 1905) (John Redvers Scott; 1905–1976), englischer Fußballspieler
- Jack Scott (Fußballspieler, 1908) (John Scott; 1908–1992), englischer Fußballspieler
- Jack Scott (Musiker) (1936–2019), kanadischer Musiker
- Jack Cutmore-Scott (* 1987), britischer Schauspieler
- Jackie Scott (John Scott; 1933–1978), nordirischer Fußballspieler
- Jackson Robert Scott (* 2008), US-amerikanischer Schauspieler
- Jacqueline Scott (* 1932), US-amerikanische Schauspielerin
- Jacob Scott (Geistlicher) (1782–1845), irisch-kanadischer Geistlicher und Farmer
- Jacob Scott (Radsportler) (* 1995), britischer Radsportler
- Jacob Richardson Scott (1815–1861), US-amerikanischer Theologe
- Jake Scott (Footballspieler, 1945) (Jacob E. Scott III; 1945–2020), US-amerikanischer Canadian- und American-Football-Spieler
- Jake Scott (Regisseur) (* 1965), britischer Regisseur
- Jake Scott (Footballspieler, 1981) (Jake Ross Scott; * 1981), US-amerikanischer American-Football-Spieler
- James Scott, 1. Duke of Monmouth (1649–1685), Sohn von König Karl II. von England
- James Scott, Earl of Dalkeith (1674–1705), schottischer Soldat
- James Scott (Fußballspieler, 1879) (1879–1933), irischer Fußballspieler
- James Scott (Fußballspieler, 1881) (1881–??), schottischer Fußballspieler
- James Scott (Komponist) (1886–1938), US-amerikanischer Komponist
- James Scott (Fußballspieler, 1892) (1892–??), schottischer Fußballspieler
- James Scott (Regisseur) (* 1941), britischer Regisseur und Autor
- James Scott (Autor) (* 1969), australischer Bergsteiger und Autor
- James Scott (Schauspieler) (* 1979), britischer Schauspieler
- James Scott (Fußballspieler, 2000) (* 2000), schottischer Fußballspieler
- James Scott-Douglas, 6. Baronet (1930–1969), britischer Automobilrennfahrer
- James Scott-Hopkins (1921–1995), britischer Politiker (Conservative Party)
- James Brown Scott (1866–1943), US-amerikanischer Jurist und Hochschullehrer
- James C. Scott (1936–2024), US-amerikanischer Politikwissenschaftler und Anthropologe
- James F. Scott (1942–2020), US-amerikanischer Physiker
- James Honeyman-Scott (1956–1982), britischer Gitarrist
- James T. Scott (* um 1942), pensionierter US-amerikanischer Generalleutnant
- Jane Scott (Dramatikerin) (Jane Margaret Scott; 1779–1869), britische Dramatikerin, Schauspielerin und Theatermanagerin
- Jane Scott (Journalistin) (1919–2011), US-amerikanische Musikjournalistin
- Jane Scott (Produzentin) (* 1945), australische Filmproduzentin
- Janette Scott (* 1938), britische Schauspielerin
- Jarvis Scott (1947–2017), US-amerikanische Sprinterin
- Jean Scott (* 1951), britische Eiskunstläuferin
- Jean Bruce Scott (* 1956), US-amerikanische Schauspielerin
- Jermaine Scott, eigentlicher Name von Wretch 32 (* 1985), britischer Grime-Rapper
- Jerry Scott (* 1955), US-amerikanischer Comiczeichner und -autor
- Jill Scott (Medienkünstlerin) (* 1952), australische Medienkünstlerin
- Jill Scott (Sängerin) (* 1972), US-amerikanische Sängerin und Schauspielerin
- Jill Scott (Fußballspielerin) (* 1987), englische Fußballspielerin
- Jim Scott (Fußballspieler, 1908) (James Scott; 1908–??), schottischer Fußballspieler
- Jim Scott (Basketballspieler), US-amerikanischer Basketballspieler
- Jim Scott (Fußballspieler, 1940) (James Scott; * 1940), schottischer Fußballspieler
- Jim Scott (Fußballspieler, 1945) (James Dennis Scott; * 1945), englischer Fußballspieler
- Jim Scott (Musiker), US-amerikanischer Gitarrist, Singer-Songwriter und Komponist
- Jim Scott (Fußballspieler, 1964) (James Scott; * 1964), nordirischer Fußballspieler
- Jimmy Scott (James Victor Scott; 1925–2014), US-amerikanischer Sänger
- Jo el Scott (* 1971), US-amerikanischer Boxer
- Joan Scott (Schauspielerin) (1920–1998), schottische Schauspielerin
- Joan LaCour Scott (1921–2012), US-amerikanische Gewerkschafterin und Drehbuchautorin
- Joan Wallach Scott (* 1941), US-amerikanische Historikerin
- Jock Scott (Fußballspieler, 1867) (John Hamilton Scott; 1867–1932), schottischer Fußballspieler
- Jock Scott (Rugbyspieler) (John Menzies Baillie Scott; 1887–1967), schottischer Rugby-Union-Spieler und -Schiedsrichter
- Jock Scott (Fußballspieler, 1906) (John McRae Scott; 1906–1981), schottischer Fußballspieler
- Jody Scott (1923–2007), US-amerikanische Schriftstellerin
- John Scott, 1. Earl of Eldon (1751–1838), britischer Jurist, Politiker und Lordkanzler
- John Scott (Politiker, 1784) (1784–1850), US-amerikanischer Politiker
- John Scott (Politiker, 1785) (1785–1861), US-amerikanischer Politiker (Missouri)
- John Scott (Entomologe) (1823–1888), britischer Entomologe
- John Scott (Politiker, April 1824) (1824–1903), US-amerikanischer Politiker (Iowa)
- John Scott (Politiker, Juli 1824) (1824–1896), US-amerikanischer Politiker
- John Scott (Kolonialoffizier) (1878–??), britischer Kolonialoffizier
- John Scott (Rugbyspieler, 1888) (1888–1964), australischer Rugby-League-Spieler und Cricketspieler und -schiedsrichter
- John Scott (Fußballspieler, 1890) (1890–??), englischer Fußballspieler
- John Scott (Fußballspieler, 1898) (1898–??), schottischer Fußballspieler
- John Scott (Regisseur) (1901–1984), Pseudonym von Hans Schott-Schöbinger
- John Scott (Rugbyspieler, II), schottischer Rugby-Union-Spieler
- John Scott (Fußballspieler, 5. November 1904) (1904–1968), englischer Fußballspieler
- John Scott (Fußballspieler, 25. November 1904) (1904–1995), englischer Fußballspieler
- John Scott (Autor) (1912–1976), US-amerikanischer Schriftsteller und mutmaßlicher Doppelagent
- John Scott, 9. Duke of Buccleuch (1923–2007), schottischer Adliger und Politiker
- John Scott (Fußballspieler, 1928) (* 1928), englischer Fußballspieler
- John Scott (Komponist) (* 1930), britischer Musiker, Komponist und Dirigent
- John Scott (Politiker, 1934) (* 1934), australischer Politiker
- John Scott (Segler) (1934–1993), australischer Segler
- John Scott (Fußballspieler, 1942) (* 1942), englischer Fußballspieler
- John Scott (Filmeditor) (* 1944), australischer Filmeditor
- John Scott (Soziologe) (* 1949), britischer Soziologe
- John Scott (Politiker, 1951) (* 1951), schottischer Politiker
- John Scott (Fußballspieler, 1953) (1953–2019), schottischer Fußballspieler
- John Scott (Rugbyspieler, 1954) (* 1954), englischer Rugby-Union-Spieler
- John Scott (Organist) (1956–2015), britischer Organist
- John Scott (Eishockeyspieler) (* 1982), kanadischer Eishockeyspieler
- John Scott (Musikproduzent), US-amerikanischer Musikproduzent
- John Scott (Dartspieler), englischer Dartspieler
- John Cavendish-Scott-Bentinck, 5. Duke of Portland (1800–1879), britischer Adliger und Exzentriker
- John A. Scott (Philologe) (1867–1947), US-amerikanischer Klassischer Philologe
- John A. Scott (Schriftsteller) (* 1948), britisch-australischer Schriftsteller
- John Guier Scott (1819–1892), US-amerikanischer Politiker
- John Morin Scott (1730–1784), US-amerikanischer Rechtsanwalt, Offizier und Politiker
- John Murray Scott (1929–2017), britischer Schauspieler
- John Paul Scott (Verhaltensbiologe) (1909–2000), US-amerikanischer Verhaltensbiologe und Genetiker
- John Paul Scott (1927–1986), US-amerikanischer Bankräuber und Gefängnisausbrecher, siehe Alcatraz #Fluchtversuche
- John R. Scott (* um 1955), irischer Badmintonspieler
- John Roger Kirkpatrick Scott (1873–1945), US-amerikanischer Politiker
- John Russell Scott (1879–1949), britischer Verleger
- John T. Scott (1940–2007), US-amerikanischer Bildhauer
- John Walter Scott (1845–1919), britisch-amerikanischer Briefmarkenhändler und Verleger
- Johnny Scott (John Kerningham Sidney Scott; um 1938–2010), US-amerikanischer Sänger und Saxophonist
- Jonathan Scott (Zoologe) (* 1949), britischer Zoologe und Naturfotograf
- Jonathan Scott (Musiker) (* 1976), britischer Organist und Pianist
- Jonathan R. Scott (* 1973), britischer Schauspieler
- Jordan Scott (Regisseurin) (* 1977), britische Regisseurin und Drehbuchautorin
- Jordan Scott (Dichter) (* 1978), kanadischer Dichter und Schriftsteller
- Jordan Scott (Leichtathlet) (* 1997), jamaikanischer Dreispringer
- Jordanne Scott (* 1990), US-amerikanische Volleyballspielerin
- Josey Scott (* 1972), US-amerikanischer Schauspieler und Sänger
- Judith Scott (Künstlerin) (1943–2005), US-amerikanische Textilkünstlerin
- Judith Scott (Schauspielerin, 1956) (* 1956), britische Schauspielerin
- Judith Scott (Schauspielerin, 1965) (* 1965), US-amerikanische Schauspielerin
- Judson Scott (* 1952), US-amerikanischer Schauspieler
- Justin Scott (* 1944), US-amerikanischer Schriftsteller

### K
- K. Lee Scott (* 1950), US-amerikanischer Komponist
- Kara Scott (* 1975), kanadische Moderatorin und Pokerspielerin
- Kate Scott (* 1981), britische Journalistin und Moderatorin
- Kathleen Scott (1878–1947), britische Bildhauerin
- Kathryn Leigh Scott (1943/1945), US-amerikanische Schauspielerin, Autorin und Filmproduzentin
- Katrina Scott (* 2004), US-amerikanische Tennisspielerin
- Keith Scott (* 1954), kanadischer Musiker
- Ken Scott (Musikproduzent) (* 1947), britischer Musikproduzent
- Ken Scott (Drehbuchautor) (* 1970), kanadischer Drehbuchautor und Schauspieler
- Kendrick Scott (* 1980), US-amerikanischer Jazzmusiker
- Kevin Scott (Badminton) (* 1965), schottischer Badmintonspieler
- Kevin Scott (Fußballspieler) (Kevin Watson Scott; * 1966), englischer Fußballspieler
- Kevin Scott (Eisschnellläufer) (John Kevin Scott; * 1969), kanadischer Eisschnellläufer
- Kevin Scott (Schiedsrichter) (* 1978), US-amerikanischer Basketballschiedsrichter
- Killian Scott (* 1985), irischer Schauspieler
- Kimberly Scott (* 1961), US-amerikanische Schauspielerin
- Klea Scott (* 1968), panamaisch-kanadische Schauspielerin
- Knory Scott (* 1999), bermudischer Fußballspieler
- Kristen Scott (* 1995), US-amerikanische Pornodarstellerin
- Kristin Scott Thomas (* 1960), britisch-französische Schauspielerin

### L
- Lannie Scott (* 1908), US-amerikanischer Pianist
- Larry Scott (Bodybuilder) (1938–2014), US-amerikanischer Bodybuilder
- Larry Scott (Moderator) (1938–2016), US-amerikanischer DJ, Musikproduzent und Moderator
- Larry Scott (Tennisspieler) (* 1964), US-amerikanischer Tennisspieler
- Larry B. Scott (* 1961), US-amerikanischer Schauspieler, Regisseur und Produzent
- Lauren Kaye Scott, eigentlicher Name von Dakota Skye (1994–2021), US-amerikanische Pornodarstellerin
- Laurie Scott (Fußballspieler) (1917–1999), englischer Fußballspieler
- Laurie Scott (Politikerin), kanadische Politikerin
- Lee Scott (Harold Lee Scott, Jr.; * 1950), US-amerikanischer Manager
- Leigh Scott (* 1972), US-amerikanischer Filmregisseur und Drehbuchautor
- Leonard Scott (* 1980), US-amerikanischer Leichtathlet
- Leslie Scott (Fußballspieler) (1895–1973), englischer Fußballspieler
- Leslie Scott (Spieleautorin) (* 1955), britische Spieleautorin
- Leslie M. Scott (1878–1968), US-amerikanischer Historiker, Zeitungsverleger und Politiker (Republikanische Partei)
- Lewis Allaire Scott (1759–1798), US-amerikanischer Politiker
- Linard Scott (1948–2015), US-amerikanischer Rundfunkmoderator
- Linda Scott (* 1945), US-amerikanische Sängerin
- Linda Gaye Scott (* 1943), US-amerikanische Schauspielerin
- Linda M. Scott (1952), US-amerikanische Wirtschafts- und Kommunikationswissenschaftlerin
- Lisa Scott, eigentlicher Name von Lisa Scottoline (* 1955), US-amerikanische Juristin und Schriftstellerin
- Lisa Scott (Produzentin), australische Film- und Fernsehproduzentin
- Lisbeth Scott (* 1968), US-amerikanische Sängerin
- Lizabeth Scott (1922–2015), US-amerikanische Schauspielerin
- Lloyd Scott (1902–??), US-amerikanischer Musiker und Bandleader
- Logan Scott-Bowden (1920–2014), britischer Offizier
- Lon A. Scott (1888–1931), US-amerikanischer Politiker
- Lou Scott (Louis Cohn Scott; * 1945), US-amerikanischer Langstreckenläufer
- Louis Scott (1889/1891–??), US-amerikanischer Langstreckenläufer
- Lucy Scott (* 1971), britische Schauspielerin
- Luke Scott (* 1968), britischer Regisseur
- L’Wren Scott (1964–2014), US-amerikanische Modedesignerin und Model
- Lyndsey Scott (* 1984), US-amerikanisches Model und Softwareentwicklerin

### M
- Mabel Scott (1915–2000), US-amerikanische Sängerin
- Mabel Besant-Scott (1870–1952), britische Theosophin, Rosenkreuzerin und Freimaurerin
- Mackay Hugh Baillie Scott (1865–1945), britischer Architekt, siehe Baillie Scott
- MacKenzie Scott (* 1970), US-amerikanischer Geschäftsfrau, Philanthropin und Autorin
- Malik Scott (* 1980), US-amerikanischer Boxer
- Marc Scott (* 1993), britischer Leichtathlet
- Margaretta Scott (1912–2005), britische Schauspielerin
- Marielle Scott (* 1991), US-amerikanische Schauspielerin
- Marilyn Scott (Gospelsängerin), US-amerikanische Gospel- und Bluessängerin
- Marilyn Scott (Jazzsängerin) (* 1949), US-amerikanische Jazzsängerin
- Marilyn Scott-Waters (* 1958), US-amerikanische Schriftstellerin
- Marion Scott (Choreografin) (1922–2008), US-amerikanische Tänzerin, Choreographin und Hochschullehrerin
- Marion Scott (Musikwissenschaftlerin) (1877–1953), englische Musikwissenschaftlerin und -kritikerin, Geigerin und Autorin
- Marion McCarrell Scott (1843–1922), US-amerikanischer Pädagoge
- Martha Scott (1912–2003), US-amerikanische Schauspielerin
- Martin Scott (Offizier) (1788–1847), US-amerikanischer Offizier
- Martin Scott, Pseudonym von Martin Millar (* 1956), britischer Autor
- Martin Scott (Fußballspieler, 1968) (* 1968), englischer Fußballspieler und -trainer
- Martin Scott (Fußballspieler, 1986) (* 1986), schottischer Fußballspieler
- Mary Scott (1888–1979), neuseeländische Autorin
- Mary Scott, 3. Countess of Buccleuch (1647–1661), schottische Adlige
- Matt Scott (* 1990), schottischer Rugby-Union-Spieler
- Matthew P. Scott (* 1953), US-amerikanischer Genetiker und Entwicklungsbiologe
- Melissa Scott (* 1960), US-amerikanische Autorin
- Melody Thomas Scott (* 1956), US-amerikanische Schauspielerin
- Mike Scott (Sprachwissenschaftler) (* 1946), britischer Sprachwissenschaftler
- Mike Scott (Baseballspieler) (* 1955), US-amerikanischer Baseballspieler
- Mike Scott (Musiker) (* 1958), schottischer Sänger und Songwriter
- Mike Scott (* 1959), irischer Schriftsteller, siehe Michael Scott (Schriftsteller, 1959)
- Mike Scott (Eishockeyspieler) (* 1977), kanadischer Eishockeyspieler
- Mike Scott (* 1986), US-amerikanischer Basketballspieler, siehe Michael Anthony Scott
- Mike Scott (Basketballspieler, 1988) (* 1988), US-amerikanischer Basketballspieler
- Michael Scott (Golfspieler) (1878–1959), englischer Golfspieler
- Michael Scott (Schriftsteller, 1789) (1789–1835), schottischer Schriftsteller
- Michael Scott (Architekt) (1905–1989), irischer Architekt
- Michael Scott (Musiker) (1907–1976), britischer Musiker und Musikaliensammler
- Michael Scott (Pastor) (1907–1983), britischer Anti-Apartheid-Aktivist
- Michael Scott (Manager) (* 1943), US-amerikanischer Unternehmer und Manager
- Michael Scott (Literaturwissenschaftler), britischer Literaturwissenschaftler und Hochschullehrer
- Michael Scott (Schriftsteller, 1959) (Mike Scott, Anna Dillon; * 1959), irischer Schriftsteller
- Michael Scott (Bassist) (* 1966), US-amerikanischer Musiker
- Michael Scott (Bühnenbildner), US-amerikanischer Bühnen- und Kostümbildner
- Michael Scott (Historiker) (* 1981), britischer Historiker
- Michael Scott (Filmemacher) (* 1983), US-amerikanischer Filmemacher
- Michael Scott (Filmproduzent), Filmproduzent
- Michael Scott-Joynt (1943–2014), britischer Geistlicher, Bischof von Winchester
- Michael Anthony Scott (* 1986), US-amerikanischer Basketballspieler
- Michael J. F. Scott (Michael J. F. James Foley Scott), kanadischer Regisseur- und Produzent
- Michael L. Scott (* 1959), US-amerikanischer Informatiker und Hochschullehrer
- Michael M. Scott, US-amerikanischer Filmregisseur und -produzent
- Milly Scott (* 1933), niederländische Sängerin und Schauspielerin
- Molly Scott (* 1999), irische Sprinterin
- Molly Scott Cato (* 1963), britische Politikerin
- Moody Scott (1944–2004), US-amerikanischer Sänger
- Morton Scott (1912–1992), US-amerikanischer Musikdirektor
- Muriel Scott (1888–1963), schottisch-britische Suffragette

### N
- Naomi Scott (* 1993), britische Schauspielerin und Sängerin
- Nathan B. Scott (1842–1924), US-amerikanischer Politiker
- Neville Scott (1935–2005), neuseeländischer Mittel- und Langstreckenläufer
- Nick Scott (* 1995), US-amerikanischer American-Football-Spieler
- Nora E. Scott (1905–1994), US-amerikanische Ägyptologin
- Norman Scott (Admiral) (1889–1942), US-amerikanischer Admiral
- Norman Scott (Eiskunstläufer) (1892–1981), kanadischer Eiskunstläufer
- Norman Scott (Sänger) (1921–1968), US-amerikanischer Opernsänger (Bass)
- Norman Scott, Alias von Norman Josiffe (* 1940), britischer Reitlehrer, siehe Jeremy Thorpe #Anschuldigungen der Homosexualität

### O
- Owen Scott (1848–1928), US-amerikanischer Politiker
- Oz Scott (Osborne E. Scott, Jr.; * 1949), US-amerikanischer Regisseur und Filmproduzent

### P
- Patric Scott (* 1985/1986), Schweizer Sänger
- Patrick Scott (1921–2014), irischer Maler und Architekt
- Paul Scott (1920–1978), britischer Autor
- Paulo Scott (* 1966), brasilianischer Dichter und Autor
- Peggy Scott-Adams (1948–2023), US-amerikanische Sängerin
- Percy Scott (1853–1924), britischer Offizier
- Peter Scott (Segler) (1909–1989), britischer Segler und Sportfunktionär
- Peter Scott (Geograph) (1922–2002), britisch-australischer Geograph
- Peter Scott (Dieb) (1931–2013), nordirischer Dieb
- Peter Scott (Rugbyspieler), australischer Rugby-Union-Spieler
- Peter Scott  (1944–2023), britischer Mathematiker, siehe G. Peter Scott
- Peter Scott (Erziehungswissenschaftler) (* 1946), britischer Erziehungswissenschaftler und Journalist
- Peter Scott (Fußballspieler, 1952) (* 1952), nordirischer Fußballspieler
- Peter Scott (Fußballspieler, 1963) (* 1963), englischer Fußballspieler
- Peter Scott (Kanute) (* 1973), australischer Kanute
- Peter Scott (Skirennläufer) (* 1990), südafrikanischer Skirennläufer
- Peter MacGregor-Scott (1947–2017), britischer Filmproduzent
- Peter Dale Scott (* 1929), kanadischer Autor
- Peter Graham Scott (1923–2007), britischer Filmregisseur, Drehbuchautor, Filmproduzent und Filmeditor
- Peter Markham Scott (1909–1989), britischer Ornithologe, Naturschützer und Maler
- Philippa Scott (1918–2010), britische Umweltschützerin
- Phil Scott (* 1958), US-amerikanischer Politiker
- Pippa Scott (1934–2025), US-amerikanische Schauspielerin

### R
- Rachel Scott (Suffragette) (1848–1905), schottisch-britische Journalistin, Suffragette und Frauenbildungsreformerin
- Rachel Joy Scott (1981–1999), Todesopfer des Amoklaufs an der Columbine High School
- Ralph Scott (Footballspieler) (1894–1936), US-amerikanischer American-Football-Spieler und -Trainer
- Ralph James Scott (1905–1983), US-amerikanischer Politiker
- Ramblin’ Tommy Scott (1917–2013), US-amerikanischer Musiker
- Ramona Scott († 2012), US-amerikanische Musikerin
- Randolph Scott (1898–1987), US-amerikanischer Schauspieler
- Ray Scott (Musiker, 1929) (1929–1999), US-amerikanischer Rockabilly-Musiker
- Ray Scott (Angler) (1933–2022), US-amerikanischer Angler
- Ray Scott (Basketballspieler) (John Raymond Scott; * 1938), US-amerikanischer Basketballspieler
- Ray Scott (Musiker, 1969), US-amerikanischer Country-Musiker
- Raymond Scott (eigentlich Harry Warnow; 1908–1994), US-amerikanischer Musikschaffender
- Raymond Scott, bekannt als Benzino (Rapper) (* 1965), US-amerikanischer Rapper
- Reginald Scott (1538–1599), englischer Schriftsteller, siehe Reginald Scot
- Reid Scott (* 1977), US-amerikanischer Schauspieler
- Renata Scott (* 1937), österreichische Schauspielerin
- Rey Scott (1905–1992), US-amerikanischer Dokumentarfilmer
- Reynold Scott (1944–2018), US-amerikanischer Jazzmusiker und Hochschullehrer
- Rhoda Scott (* 1938), US-amerikanische Jazzorganistin
- Richard Scott (Soziologe) (William Richard Scott; * 1932), US-amerikanischer Soziologe
- Richard Scott, Baron Scott of Foscote (* 1934), britischer Richter
- Richard Scott, 10. Duke of Buccleuch (* 1954), schottischer Adeliger
- Richard Scott (Rennfahrer), neuseeländischer Motorradrennfahrer
- Richard G. Scott (1928–2015), US-amerikanischer Mormone
- Richard Gilbert Scott (1923–2017), britischer Architekt
- Richard William Scott (1825–1913), kanadischer Politiker
- Rick Scott (* 1952), US-amerikanischer Politiker und Unternehmer
- Ridley Scott (* 1937), britischer Regisseur
- Rivers Scott († 2014), britischer Verleger
- Robbie Scott (Robert Scott ; um 1955–2019), US-amerikanischer Jazzmusiker und Bandleader
- Robert Scott (Mediziner) (1646–1714), schottischer Mediziner
- Robert Scott (Altphilologe) (1811–1887), britischer Altphilologe
- Robert Scott (Gouverneur), britischer Kolonialgouverneur
- Robert Scott (Kupferstecher) (1771–1841), schottischer Kupferstecher
- Robert Scott (Ruderer) (* 1969), australischer Ruderer
- Robert Scott (Fußballspieler, 1990) (* 1990), schottisch-Hongkonger Fußballspieler
- Robert Scott (Radsportler) (* 1998), britischer Radrennfahrer
- Robert Eden Scott (1808–1862), US-amerikanischer Politiker (Virginia)
- Robert Falcon Scott (1868–1912), britischer Polarforscher
- Robert Henry Scott (1833–1916), irischer Meteorologe
- Robert Kingston Scott (1826–1900), US-amerikanischer Politiker
- Robert W. Scott (1929–2009), US-amerikanischer Politiker
- Robert K. Scott (Diplomat) (* 1963), US-amerikanischer Diplomat

- Robin Scott (* 1947), britischer Sänger und Musiker
- Ronald Belford Scott, bekannt als Bon Scott (1946–1980), australischer Sänger
- Ronald F. Scott (1929–2005), US-amerikanischer Geotechniker
- Ronnie Scott (1927–1996), britischer Saxophonist
- Rosalind Scott, Baroness Scott of Needham Market (* 1957), britische Politikerin (Liberal Democrats)
- Ruby Payne-Scott (1912–1981), australische Radioastronomin
- Ryan Scott (Rollstuhlrugbyspieler) (* 1982), australischer Rollstuhlrugbyspieler
- Ryan Scott (Leichtathlet) (* 1987), britischer Sprinter
- Ryan Scott (Cricketspieler) (* 1995), jamaikanisch-US-amerikanischer Cricketspieler
- Ryan Scott (Fußballspieler) (* 1995), australischer Fußballspieler

### S
- Sally Scott (* 1991), britische Stabhochspringerin
- Samuel Parsons Scott (1846–1929), US-amerikanischer Jurist und Übersetzer
- Samuel Scott-Young (* 1967), australischer Rugby-Union-Spieler
- Sarah Scott (* 1983), US-amerikanische Schauspielerin
- Sarah Jane Scott (* 1988), US-amerikanische Schlagersängerin
- Sean Scott (Beachvolleyballspieler) (* 1973), US-amerikanischer Beachvolleyballspieler
- Sean Scott (Footballspieler) (* 1978), US-amerikanischer American-Football-Spieler
- Seann William Scott (* 1976), US-amerikanischer Schauspieler
- Serena Scott Thomas (* 1961), britische Schauspielerin
- Sharolyn Scott (* 1983), costa-ricanische Leichtathletin
- Sheika Scott (* 2006), costa-ricanische Fußballspielerin
- Sheila Scott (1922–1988), britische Pilotin
- Shirley Scott (1934–2002), US-amerikanische Organistin
- Simon Scott (Schauspieler) (1920–1991), US-amerikanischer Schauspieler
- Simon Scott (Maler) (1966–2014), britischer Maler und Musiker
- Simon Scott (Schlagzeuger) (* 1971), britischer Schlagzeuger
- Skip Scott (1941–2003), US-amerikanischer Automobilrennfahrer
- Sophie Scott (Stenografin) (fl. 1831), Erfinderin eines Stenografiesystems für die deutsche Sprache
- Sophie Scott (Sängerin) (* 1999), britische Sängerin und Songwriterin
- Stefanie Scott (* 1996), US-amerikanische Schauspielerin und Sängerin
- Stephen Scott (* 1969), US-amerikanischer Jazzpianist
- Steve Scott (Steven Michael Scott; * 1956), US-amerikanischer Leichtathlet
- Steven Scott (* 1985), britischer Sportschütze
- Steven L. Scott, US-amerikanischer Computeringenieur
- Stuart Scott (1965–2015), US-amerikanischer Sportreporter
- Sue Scott, Geburtsname von Sue Reeve (Susan Diane Reeve: * 1951), britische Fünfkämpferin, Weitspringerin und Hürdenläuferin
- Sue Scott, Geburtsname von Sue Kueffer (Susan Kueffer; * 1954), australische Fünfkämpferin und Hochspringerin
- Sue Scott (Soziologin), britische Soziologin
- Sue Scott (Schauspielerin), US-amerikanische Schauspielerin
- Susan Scott, Künstlername von Nieves Navarro (* 1938), spanische Schauspielerin
- Susan Scott (Malerin) (* 1949), kanadische Malerin
- Susan Scott (Biologin) (* 1953), britische Biologin und Demografin
- Susan Scott (Leichtathletin) (Susan Mary Scott; * 1977), britische Mittelstreckenläuferin
- Susan C. Scott (Susan Clare Scott; * 1942), US-amerikanische Kunsthistorikerin
- Susan M. Scott (* 1956), australische Physikerin

### T
- T. J. Scott (Timothy James Scott), kanadischer Regisseur, Stuntman, Schauspieler und Drehbuchautor
- Tavish Scott (* 1966), schottischer Politiker
- Ted Scott (1916–2004), kanadischer Geistlicher, Primas von Kanada, siehe Edward Scott (Theologe)
- Ted Scott (Basketballspieler) (* 1985), US-amerikanischer Basketballspieler
- Ted Scott (Pseudonym), Verlagspseudonym des Pabel-Moewig Verlags
- Teddy Scott (1929–2012), schottischer Fußballspieler
- Terry Scott (1927–1994), britischer Schauspieler und Komiker
- Thelma Scott (1913–2006), australische Schauspielerin
- Thomas Scott (Politiker) (1739–1796), US-amerikanischer Politiker
- Thomas Scott (Theologe) (1747–1821), britischer Theologe
- Thomas Scott (Oranier-Orden) (um 1842–1870), irisch-kanadischer Anhänger des Oranier-Ordens
- Thomas Scott (Tontechniker), US-amerikanischer Tontechniker
- Thomas Scott (Offizier) (1905–1976), britischer Generalmajor
- Thomas Scott-Ellis, 8. Baron Howard de Walden (1880–1946), britischer Adliger und Motorbootfahrer
- Thomas Alexander Scott (1823–1881), US-amerikanischer Politiker
- Thomas Edwin Scott (1867–1937), britischer Generalleutnant
- Thomas Walter Scott (1867–1938), kanadischer Politiker
- Tim Scott (Bildhauer) (* 1937), britischer Bildhauer
- Tim Scott (Politiker) (* 1965), US-amerikanischer Politiker
- Timothy Scott (Schauspieler, 1937) (1937–1995), US-amerikanischer Schauspieler
- Timothy Scott (Schauspieler, 1955) (1955–1988), US-amerikanischer Schauspieler
- Tom Scott (Komponist) (Thomas Jefferson Scott; 1912–1961), US-amerikanischer Komponist und Sänger
- Tom Scott (Footballspieler) (Thomas Coster Scott; 1930–2015), US-amerikanischer American-Football-Spieler
- Tom Scott (Musiker) (* 1948), US-amerikanischer Komponist, Arrangeur, Produzent und Saxophonist
- Tom Scott (YouTuber) (Thomas David Scott; * 1984), britischer YouTuber, Webvideoproduzent und Komiker
- Tom Everett Scott (* 1970), US-amerikanischer Schauspieler
- Tommy Scott (Cricketspieler) (1892–1961), jamaikanischer Cricketspieler
- Tommy Scott (1917–2013), US-amerikanischer Musiker und Entertainer, siehe Ramblin’ Tommy Scott
- Tony Scott (Musiker) (1921–2007), US-amerikanischer Jazzmusiker
- Tony Scott (1944–2012), britischer Filmregisseur
- Travis Scott (Eishockeyspieler) (* 1975), kanadischer Eishockeytorwart
- Travis Scott (Rapper) (* 1991), US-amerikanischer Rapper und Musikproduzent
- Troy Scott Smith (* 1969), britischer Gärtner
- Tup Scott (1858–1910), australischer Cricketspieler

### V
- Vicki Scott US-amerikanische Animatorin, Comic-Künstlerin, Cartoonistin, Storyboardkünstlerin und Illustratorin

### W
- W. Clifford M. Scott (William Clifford Munroe Scott; 1903–1997), kanadischer Psychoanalytiker, Psychiater und Hochschullehrer
- W. Kerr Scott (William Kerr Scott; 1896–1958), US-amerikanischer Politiker (Demokratische Partei)
- Walter Scott (1771–1832), schottischer Schriftsteller
- Walter Scott (1801–1847), schottischer Adliger, Sohn von Walter Scott
- Walter Scott (1867–1938), kanadischer Politiker und Journalist, siehe Thomas Walter Scott
- Walter Scott (Fußballspieler, 1886) (1886–1955), englischer Fußballspieler
- Walter Scott (Fußballspieler, 1890) (1890–1973), englischer Fußballspieler
- Walter Scott (Fußballspieler, 1932) (1932–1988), schottischer Fußballspieler
- Walter Scott (Sänger) (1943–1983), US-amerikanischer Sänger
- Walter Scott (Fußballspieler, 1999) (* 1999), australischer Fußballspieler
- Walter Dill Scott (1869–1955), US-amerikanischer Psychologe und Hochschullehrer
- Walter F. Scott (1856–1938), US-amerikanischer Bankmanager und Politiker
- Walter Lamar Scott (1965/66–2015), US-amerikanisches Mordopfer
- Walter M. Scott (1906–1989), US-amerikanischer Szenenbildner
- Walter Montagu-Douglas-Scott, 8. Duke of Buccleuch (1894–1973), britischer Politiker
- Warwick Lindsay Scott (1892–1952), britischer Offizier und Staatsbeamter
- Willard Scott (1934–2021), US-amerikanischer Clown, Schauspieler und Schriftsteller
- Willard Warren Scott, Jr. (1926–2009), US-amerikanischer Generalleutnant
- William Scott (Leichtathlet) (1886–nach 1912), britischer Langstreckenläufer
- William Scott (Rennfahrer) (Bummer Scott; 1904–1984), britischer Automobilrennfahrer
- William Scott (Maler) (1913–1989), schottischer Maler
- William Scott (Jurist), US-amerikanischer Jurist und Staatsanwalt
- William Scott (Geistlicher) (1946–2020), britischer Geistlicher
- William Bell Scott (1811–1890), britischer Maler, Stecher und Dichter
- William Berryman Scott (1858–1947), US-amerikanischer Geologe und Paläontologe
- William Clifford Munroe Scott (1903–1997), kanadischer Psychoanalytiker, Psychiater und Hochschullehrer, siehe W. Clifford M. Scott
- William Earl Dodge Scott (1852–1910), US-amerikanischer Vogelkundler
- William Harding Scott (1862–1938), britischer Elektrotechniker
- William J. Scott (1926–1986), US-amerikanischer Politiker der Republikaner
- William Kerr Scott (1896–1958), US-amerikanischer Politiker (North Carolina), siehe W. Kerr Scott
- William L. Scott (William Lloyd Scott; 1915–1997), US-amerikanischer Politiker (Virginia)
- William Lawrence Scott (1828–1891), US-amerikanischer Politiker (Pennsylvania)
- William Lee Scott (* 1973), US-amerikanischer Schauspieler
- William Richard Scott (* 1932), US-amerikanischer Soziologe, siehe Richard Scott (Soziologe)
- William Robert Scott (1868–1940), britischer Ökonom
- Winfield Scott (1786–1866), US-amerikanischer General, Diplomat und Politiker
- Winston Elliott Scott (* 1950), US-amerikanischer Astronaut
- Winfield W. Scott Jr. (1927–2022), Generalleutnant der US Air Force. Unter anderem Leiter der Air Force Academy
- Winfield W. Scott III (* 1952), Generalmajor der US Air Force

### Z
- Zachary Scott (1914–1965), US-amerikanischer Schauspieler
- Zaieem Scott (* 2004), antiguanischer Fußballspieler